# Операция Краай
Операция «Краай» (Операция «Ворон») — наступление голландских войск против де-факто Республики Индонезия в декабре 1948 года после провала переговоров. Используя преимущество внезапности, голландцам удалось захватить временную столицу Индонезийской Республики Джокьякарту и схватить индонезийских лидеров, в том числе фактического президента-республиканца Сукарно. Однако за этим очевидным военным успехом последовала партизанская война, а нарушение Ренвильского соглашения о прекращении огня привело к дипломатической изоляции голландцев. В итоге была проведена Гаагская конференция круглого стола и Соединённые Штаты Индонезии были признаны.
Голландцы называют операцию вторыми «полицейскими действиями» (politionele actie), в индонезийских исторических книгах и военных записях операция более известна как Agresi Militer Belanda II (Вторая голландская военная агрессия).

## Предпосылки
Военная операция была направлена на завоевание Джокьякарты, столицы Индонезии на тот момент, и других территорий, удерживаемых Республикой Индонезия, за исключением Ачеха, с целью роспуска Республики и создания более гибкого политического образования, которое присоединилось бы к федеративному государству, предложенному Нидерландами, что позволило бы Нидерландам сохранить свой контроль в Индонезии. Правительство Голландской Ост-Индии (NICA) обвинило индонезийцев в нарушении Ренвильского соглашения, которое предусматривало вывод индонезийских войск с оккупированной голландцами территории в обмен на прекращение голландской морской блокады. Однако несколько ситуация была осложнена с обеих сторон: 1) После голландской операции «Продукт» голландцы удерживали города и крупные дороги, что затрудняло эвакуацию военнослужащих и гражданских лиц, поскольку им приходилось передвигаться более мелкими, менее известными маршрутами; 2) Большинство индонезийских бойцов выполнили указание перебраться на индонезийскую сторону линии Ван Мука, но 4000 иррегулярных солдат отказались подписать договор и остались на «голландской» территории; 3) вопреки соглашению голландцы установили сухопутную блокаду вокруг удерживаемых индонезийцами территорий в Центральной Яве, Бантене и Суматре, что ограничило не только передвижение людей, но доступ к продовольствию, одежде и лекарствам; 4) Голландцы в одностороннем порядке продвигали предложение о создании федеральных государств на завоеванной ими территории и растратили большую часть своей доброй воли. На голландской стороне линии Ван Мука продолжались незначительные боевые действия, которые усилились, когда части дивизии Силиванги начали просачиваться обратно после Мадиунского мятежа. В ноябре-декабре 1948 года голландцы решились на последний военный рывок, чтобы сокрушить Республику.
К сентябрю 1948 года голландскому военному командованию удалось расшифровать секретный код республики и получить важные разведданные об индонезийских военных и дипломатических стратегиях и планах. Это позволило генералу Симону Хендрику Спору противодействовать действиям республики на поле боя и дипломатической арене. Голландцы были настолько уверены в этом преимуществе, что начали организовывать объясняющую их действия пресс-конференцию в Джакарте за три дня до начала атаки, конференция должна была состояться в момент операции. Голландцы также скоординировали свою атаку с планами премьер-министра Индии Джавахарлала Неру по отправке частного самолёта для доставки Сукарно и Мохаммада Хатты в Букиттинги на Западной Суматре, где они должны были возглавить чрезвычайное правительство. Затем республиканская делегация во главе с Сукарно должна была отправиться в Нью-Йорк через Нью-Дели, чтобы отстаивать интересы республики в Генеральной Ассамблее Организации Объединённых Наций. На протяжении всей Индонезийской национальной революции новая независимая Индия сочувствовала делу республики, которое она рассматривала как борьбу против западного империализма.
18 декабря в Джакарте по радио было объявлено, что верховный комиссар Нидерландов Луи Бел собирается на следующий день выступить с важной речью. Эта новость не дошла до Джокьякарты, поскольку голландцы перерезали линию связи. Тем временем Спор приказал начать полномасштабную внезапную атаку на Республику. Он рассчитал время атаки так, чтобы она совпала с военными учениями Национальной армии Индонезии 19 декабря, что дало голландским войскам временную маскировку и позволило им застать противника врасплох. Атака также была предпринята без предварительного уведомления Комитета добрых услуг по индонезийскому вопросу ООН.

## Битва

### Первое наступление

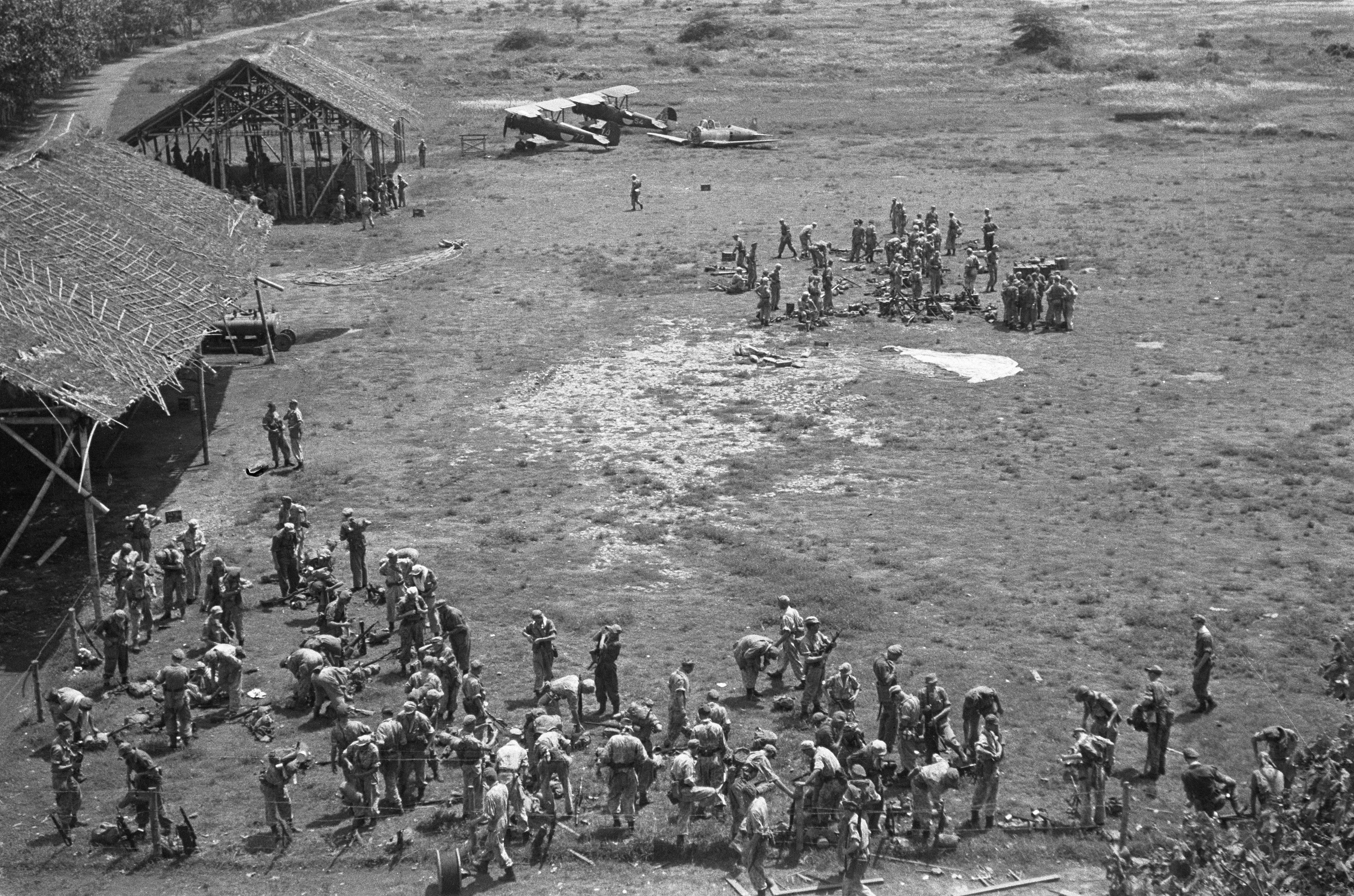
Голландские войска на аэродроме Магуво с захваченными бипланами индонезийских ВВС на заднем плане, 19 декабря 1948 г.

Первое наступление началось рано утром 19 декабря. В 04:30 голландский самолёт вылетел из Бандунга и направился в Джокьякарту через Индийский океан. Тем временем верховный комиссар Нидерландов Бел объявил по радио, что голландцы больше не связаны Ренвильским соглашением. Голландцы атаковали крупные индонезийские центры на Яве и Суматре. В 05:30 Королевские ВВС Нидерландов в Ост-Индии (ML-KNIL) подвергли бомбардировке аэродром Магуво и радиостанции на военных авиабазах, включая Джокьякарту. Республика была вооружена только тремя захваченными японскими самолётами Mitsubishi Zero тогда как в составе ML-KNIL было несколько американских истребителей P-40 Kittyhawk и P-51 Mustang, бомбардировщиков B-25 Mitchell и 23 самолёта Douglas DC-3, перевозивших около 900 военнослужащих.
Голландские парашютисты из Корпуса специальных войск высадились на аэродроме Магуво, который защищали 47 легковооруженных, без зенитных пулемётов, курсантов ВВС Индонезии. Голландцы заранее высадили на берег манекены, чтобы отвлечь на себя огонь противника, что позволило голландским истребителям обстрелять обороняющихся. Стычка продолжалась 25 минут и закончилась тем, что голландцы захватили Магуво, убив 128 республиканцев без потерь со своей стороны. Выставив оборону периметра аэродрома к 06:45, голландцы смогли двумя последовательными волнами высадить десантные войска и использовать Магуво в качестве аэродрома для переброски подкреплений со своей главной базы в Семаранге. В 8:30 генерал Спор выступил по радио с приказом своим войскам перейти линию Ван Мука и захватить Джокьякарту, чтобы «очистить» республику от «ненадежных элементов».
Главной целью операции «Краай» было быстрое уничтожение Национальной армии Индонезии (TNI), которая, по мнению Спора, должна была отчаянно защищать свою столицу. Имея превосходство как в воздухе, так и на суше, голландская армия легко могла одержать окончательную и решительную победу над индонезийской армией. Однако большая часть TNI покинула Джокьякарту, защищая западную границу города от очередной голландской военной кампании. Сам командующий генерал Насутион находился с инспекционной поездкой в Восточной Яве. Воздушная атака застала индонезийцев врасплох, и в течение нескольких часов наступающая голландская армия быстро захватила аэродром, главную дорогу, мост и стратегически важные объекты. Стратегия генерала Судирмана заключалась в том, чтобы избежать любого серьёзного столкновения с основной голландской армией, тем самым спасая индонезийцев от полного поражения. Он предпочёл бы потерять территорию, но получить дополнительное время для объединения своей армии.

### Взятие Джокьякарты
Узнав о внезапном нападении, индонезийский военный командующий генерал Судирман передал по радио Perintah kilat (быстрый приказ). Он попросил Сукарно и других лидеров эвакуироваться и присоединиться к его партизанской армии. После заседания кабинета министров они отказались и решили остаться в Джокьякарте и продолжить общение с посланниками ООН и Трёхсторонней комиссией. Сукарно также объявил о плане «чрезвычайного правительства» на Суматре на случай, если что-то случится с индонезийским руководством в Джокьякарте.
Тем временем 2600 полностью вооруженных голландских солдат (пехота и десантники) под командованием полковника Дирка Рейнхарда Адельберта ван Лангена собрались в Магуво, готовые захватить Джокьякарту. В тот же день большая часть Джокьякарты перешла в руки голландцев, а такие ключевые цели, как штаб-квартира ВВС и начальника штаба, были разрушены вследствие как индонезийской тактики «выжженной земли», так и голландскими бомбардировками. Президент Индонезии Сукарно, вице-президент Мохаммад Хатта и бывший премьер-министр Сутан Шарир были схвачены и впоследствии сосланы на Банку. Они позволили себя схватить, надеясь, что это вызовет международное возмущение. Однако позднее в индонезийских военных кругах их критиковали, расценив поступок как акт трусости со стороны политического руководства. Султан Хаменгкубувоно IX жил в своем дворце в Джокьякарте и не покидал его в течение всей оккупации, он отказался сотрудничать с голландской администрацией и отверг попытки посредничества проголландского султана Понтианака Хамида II.
К 20 декабря все оставшиеся республиканские войска были выведены из Джокьякарты. Наступления проводились также в других районах Явы и в большей части Суматры. Все части Индонезии, за исключением Ачеха и некоторых кантонов на Суматре, попали под контроль Нидерландов. Судирман, страдавший туберкулёзом, руководил партизанами из постели. Генерал Абдул Харис Насутион, военный командующий территорий Явы, объявил о создании на Яве военного правительства и инициировал новую партизанскую тактику под названием Pertahanan Keamanan Rakyat Semesta, превратив сельскую местность Явы в партизанский фронт с гражданской поддержкой.

## Последствия
Нападение получило широкую огласку на международном уровне, и многие газеты, в том числе и в Соединённых Штатах, осудили действия голландцев в своих редакционных статьях. Соединённые Штаты пригрозили приостановить помощь голландцам по плану Маршалла. Правительство Нидерландов потратило на финансирование своих кампаний в Индонезии почти половину суммы, необходимой для восстановления страны. Ощущение того, что американская помощь используется для финансирования «дряхлого и неэффективного империализма», воодушевило многих, в том числе членов Республиканской партии США, представителей американских церквей и НПО выступить в поддержку независимости Индонезии.
24 декабря Совет Безопасности ООН призвал к прекращению боевых действий. В январе 1949 года была принята резолюция, требующая восстановления республиканского правительства. Голландцы достигли большинства своих целей и объявили о прекращении огня на Яве 31 декабря и 5 января на Суматре. Тем не менее партизанская война продолжалась. Военные действия в конечном счёте закончились 7 мая с подписанием Соглашения Рума — Ван Ройена.

### Сноски
1. 1 2 3 4 5 6 7 8  Kahin (2003), p. 89
2. 1 2  Ricklefs (1993), p.223
3. 1 2  Kahin. Southeast Asia: A Testament. — 2003. — P. 20.
4. 1 2 3 4  Kahin (2003), p. 90
5. ↑  Nasution, Abdul H. Fundamentals of Guerilla Warfare. — New York : Praeger, 1965. — P. 179–180.
6. ↑  Ricklefs (1993), p.230 «… both a military and a political catastrophe for [the Dutch]».
7. ↑  Zweers (1995)
8. ↑  Kahin. Southeast Asia: A Testament :  []. — 2003. — P. 37.
9. ↑  Kahin. Southeast Asia: A Testament. — 2003. — P. 20.
10. ↑  Ricklefs. A history of modern Indonesia since c. 1300. — 1993. — P. 230.
11. 1 2  Kahin (2003), p. 87
12. ↑  Источник. Дата обращения: 19 ноября 2024. Архивировано 26 мая 2024 года.
13. ↑   Ministry of Defense: Armed Forces in the Dutch East Indies. 454, Gevechtsrapporten en acties o.a. tegen binnendringende TNI-bendes, «Negla», «Kraai» en parachute-landingsactie van de para gevechtsgroep Korps Speciale Troepen (KST) op het vliegveld Magoewo nabij Jogjakarta. 1948, Series: Inventaris van de collectie archieven Strijdkrachten in Nederlands-Indië,(1938—1939) 1941—1957 [1960], Box: A.1.1, Geheime stukken, File: A.1, Archief van het Hoofdkwartier van de Generale Staf in Indonesië (HKGS-NI), 1945—1950, ID: 454. Den Haag: Nationaal Archief.
14. 1 2  Operation Kraai (General Spoor) vs Surat Perintah no. 1 (General Sudirman)
15. ↑  Bertrand (2004), p. 166
16. ↑  Kahin (2003), p. 91
17. 1 2  Kahin (2003), p. 94
18. ↑  Kahin (2003), p. 106
19. ↑  Vickers (2005), p. 111
20. ↑  Friend (2003), page 37
21. ↑  Friend (2003), page 38
22. ↑  The National Revolution, 1945–50. Country Studies, Indonesia. U.S. Library of Congress. Дата обращения: 19 ноября 2024. Архивировано 14 мая 2011 года.
23. ↑  Ricklefs (1993), p.231